# Royat
Royat ist eine Gemeinde in der französischen Region Auvergne-Rhône-Alpes im Département Puy-de-Dôme im Arrondissement Clermont-Ferrand und im Kanton Chamalières.
Die kleine Gemeinde mit 6,62 Quadratkilometern liegt auf 457 bis 904 m Meereshöhe am Ostfuß des Puy de Dôme; der Ort hat 4420 Einwohner (Stand 1. Januar 2022). Der drei Kilometer südwestlich von Clermont-Ferrand gelegene Ort wird von der Tiretaine durchflossen.

## Geschichte
Hier nutzten schon die Römer vulkanische Thermalquellen. Im 12. Jahrhundert hieß der Ort „Rubacum“, im 13. „Royac“ oder auch „Rayac“.
Die wiederentdeckten Thermalquellen machten den Ort seit dem 19. Jahrhundert zu einem begehrten Kurort. Das eisen- und kohlensäurehaltige Quellwasser soll vor allem bei Arthrose, Rheuma und Herz- und Kreislauferkrankungen helfen.

## Bevölkerungsentwicklung
| Jahr                       | 1921 | 1936 | 1946 | 1968 | 1975 | 1982 | 1990 | 1999 | 2007 |
| Einwohner                  | 2170 | 2566 | 3515 | 4416 | 4467 | 4072 | 3950 | 4658 | 4613 |
| Quellen: Cassini und INSEE |      |      |      |      |      |      |      |      |      |

## Sport
Im Jahr 2025 soll die Tour de France auf der 10. Etappe durch die Gemeinde Royat führen. Auf der D5F soll mit der Côte de Charade (850 m) eine Bergwertung der 2. Kategorie abgenommen werden. Insgesamt weist der Anstieg auf einer Länge von 5,1 Kilometern eine durchschnittliche Steigung von 6,8 % auf.

## Sehenswürdigkeiten
- Kirche St-Léger, romanisch (12. Jahrhundert), im 14. Jahrhundert zur Wehrkirche befestigt; vor der Kirche ein bekanntes Kreuz
- Kirche Sacré-Cœur, neoklassizistisch (19. Jahrhundert)
- La Chapelle anglicane, anglikanische Kapelle des 19. Jahrhunderts, für Kurgäste aus England erbaut
- Les Grands Thermes, Thermalgebäude von 1854, erbaut von dem Architekten Agis Ledru
- „Le Casino“, Gebäude im Stil des „Art Déco“ 1921 erbaut
- Reste der gallo-römischen Thermen im Parc Thermal (Kurpark) mit Mosaiken und Marmorverkleidungen
- Parc Bargoin, Park mit botanischem Garten (Arboretum) mit exotischen Nadelhölzern und dem ältesten Ahorn-Baum Frankreichs

|  |  |

## Partnerstadt
- Abertillery, Wales, seit dem 30. September 2015

## Persönlichkeiten, die mit Royat verbunden sind
- Urban II. (1042–1099), Papst, studierte am Priorat von Royat.
- Gabriele Simeoni (1509–1575), Universalgelehrter, war für die Versorgung von Clermont mit Trinkwasser aus Royat verantwortlich.
- Émile Egger, französischer Gräzist (1813–1885) starb in Royat.
- Antoine Roux (1821–1887), Maler, trägt den Spitznamen „der Maler von Royat“.
- Robert W. Service (1874–1958), Dichter und Schriftsteller des Goldrausches, hielt sich in den 1930er Jahren in Royat auf.
- Guy Raynaud de Lage (1905–1993), französischer Akademiker und Gewerkschafter (1905–1993), starb in Royat.
- Henri Vidal (1919–1959), Schauspieler, wurde in Royat geboren.
- Romain Bardet (1990-), Radprofi aus Brioude, lebt in Royat.

## Sonstiges
- Berggipfel Puy de Charade (904 m), der von Royat aus bis zum Gipfel erwandert werden kann.